# Direction générale des Affaires intérieures
Pour les articles homonymes, voir DGA.
 (août 2015).
Si vous disposez d'ouvrages ou d'articles de référence ou si vous connaissez des sites web de qualité traitant du thème abordé ici, merci de compléter l'article en donnant les références utiles à sa vérifiabilité et en les liant à la section « Notes et références ».
La direction générale des Affaires intérieures (DGA), est une institution marocaine de sécurité rattachée au Ministère de l'Intérieur. Elle assure le contrôle des associations civiles et politiques et des manifestations locales et régionales. elle contribue également à l'agrément et au contrôle des activités des associations opérant dans les villes marocaines. 
Elle dispose d'une multitude d'agents présents dans toutes les préfectures et provinces du Royaume. 

## Divisions
1. La Direction des affaires générales (DAG) avec l'organigramme suivant :
  - wali ;
  - gouverneur ;
  - pacha ;
  - caïd ;
  - khalifa ;
  - cheikh.(patron des moqqadems) :
  - moqqadem ;
2. La Direction d'études et d'analyses (DEA)
3. La Division des frontières
4. La Division des élections
5. La Division des études et de la coopération